# Honaine
Honaine là một đô thị thuộc tỉnh Tlemcen, Algérie. Dân số thời điểm năm 2002 là 5.424 người.